# Lythria ruginaria
Lythria ruginaria är en fjärilsart som beskrevs av Costa 1848. Lythria ruginaria ingår i släktet Lythria och familjen mätare. Inga underarter finns listade i Catalogue of Life.